# Samuel Untermyer
Samuel Untermyer, né en 1858 et mort le 16 mars 1940, est une personnalité du monde des affaires et une personnalité politique américaine.

## Biographie
Samuel Untermyer naît le 6 mars 1858 à Lynchburg (Virginie), de deux immigrés juifs allemands, Emanuel Untermyer et Julia Untermyer (née Michael).
Il étudie au Collège de la Ville de New York et à l'École de droit de l'Université Columbia avant d'être admis au barreau en 1879. Il épouse Minnie Karl en 1880, qui lui donne trois enfants : Alvin, Irwin, et Irene. Son fils Irwin deviendra juge à la Cour suprême des États-Unis.

## Sionisme
Samuel Untermyer, partisan du mouvement sioniste, fut le président du Keren Hayesod, l'organisme finançant les établissements juifs en Palestine.

## Campagnes contre le Nazisme
Samuel Untermyer s'oppose au Troisième Reich, fondant en 1933 la Ligue Non-sectaire Anti-nazie pour Défendre les Droits Humains (Non-Sectarian Anti-Nazi League to Champion Human Rights) qu'il préside jusqu'en 1938. 
Pendant ce mandat, il fait campagne contre l'Allemagne nazie, s'opposant aux concessions commerciales des États-Unis au Troisième Reich et à la participation américaine aux Jeux olympiques de 1936 à Berlin. Il voyage à Londres pour y organiser les activités de sa Ligue et fait pression au Congrès américain pour mieux étiqueter les importations, ce qui aurait permis un boycott économique plus fort de l'Allemagne.